# Aeroportul Copenhaga

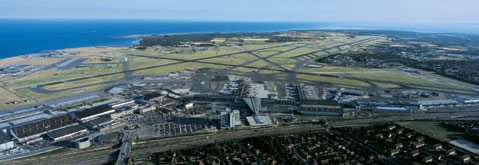
Panorama aeroportului

Aeroportul din Copenhaga este situat la câțiva kilometri de capitala Danemarcei, în orășelul Kastrup. Sub aeroport se află stația de tren Kastrup.

## Destinații
| Companii aeriene                             | Destinații |
| -------------------------------------------- | --- |
| Adria Airways                                | Ljubljana |
| Aer Lingus                                   | Dublin |
| Aeroflot                                     | Moscova-Sheremetyevo |
| airBaltic                                    | Riga |
| Air Canada                                   | Toronto-Pearson |
| Air France                                   | Paris-Charles de Gaulle Sezonier: Marsilia |
| Air Greenland                                | Kangerlussuaq |
| Air Greenland operat de Jet Time             | Sezonier: Narsarsuaq |
| Alitalia                                     | Roma-Fiumicino |
| Alsie Express                                | Sønderborg |
| Atlantic Airways                             | Vágar |
| Austrian Airlines operat de Tyrolean Airways | Viena Sezonier: Innsbruck |
| BMI Regional                                 | Edinburgh, Glasgow-International |
| British Airways                              | Londra-Heathrow |
| Bruxelles Airlines                           | Bruxelles |
| Croatia Airlines                             | Zagreb |
| Czech Airlines                               | Praga |
| Danish Air Transport                         | Bornholm, Sønderborg |
| Danish Air Transport                         | Oslo-Rygge |
| Delta Air Lines                              | Sezonier: New York-JFK |
| easyJet                                      | Berlin, Bristol, Edinburgh, Lisabona, Londra-Gatwick, Londra-Stansted, Manchester, Milano-Malpensa, Paris-Charles de Gaulle, Roma-Fiumicino |
| easyJet Switzerland                          | Basel/Mulhouse, Geneva |
| EgyptAir                                     | Cairo |
| Emirates                                     | Dubai |
| Finnair                                      | Helsinki |
| Iberia Express                               | Madrid |
| Icelandair                                   | Reykjavik-Keflavík |
| Iran Air                                     | Teheran |
| Iraqi Airways                                | Bagdad |
| KLM                                          | Amsterdam |
| KLM operat de KLM Cityhopper                 | Amsterdam |
| LOT Polish Airlines                          | Varșovia-Chopin |
| Lufthansa                                    | Frankfurt, München |
| Lufthansa operat de Lufthansa CityLine       | München |
| Luxair                                       | Luxemburg |
| Middle East Airlines                         | Sezonier: Beirut |
| Montenegro Airlines                          | Sezonier: Podgorica |
| NextJet                                      | Jönköping, Karlstad, Linkoping, Örebro |
| Norwegian Air Shuttle                        | Aalborg, Karup |
| Norwegian Air Shuttle                        | Alicante, Amsterdam, Barcelona, Bergen, Berlin, Budapest, Cracovia, Dubai, Dublin, Edinburgh, Faro, Fort Lauderdale (începând cu 29 noiembrie 2013), Funchal, Gran Canaria, Helsinki, Lisabona, Liverpool, Londra-Gatwick, Madrid, Málaga, Marrakech, Milano-Malpensa, Nisa, Oslo-Gardermoen, Paris-Orly, Praga, Riga, Roma-Fiumicino, Stockholm-Arlanda, Trondheim Sezonier: Agadir, Atena, Belgrad, Bratislava, Burgas, Catania, Chania, Corfu, Dubrovnik, Grenoble, Heraklion, Ibiza, Kos, Larnaca, Malta, Marsilia, Montpellier, Olbia, Palma de Mallorca, Pisa, Rhodos, Salzburg, Sarajevo-International, Split, Tenerife-South, Veneția-Marco Polo, Zagreb |
| Pakistan International Airlines              | Islamabad, Lahore |
| Pegasus Airlines                             | Antalya, Istanbul-Sabiha Gökcen |
| Qatar Airways                                | Doha |
| Royal Air Maroc                              | Casablanca |
| Scandinavian Airlines                        | Aalborg, Aarhus, Billund |
| Scandinavian Airlines                        | Aberdeen, Ålesund, Alicante, Amsterdam, Atena, Barcelona, Beijing-Capital, Bergen, Berlin, Birmingham, Bologna, Bremen (începând cu 27 October 2013), Bruxelles, București-Henri Coandă, Budapest, Chicago-O'Hare, Dublin, Düsseldorf, Frankfurt, Gdansk, Geneva, Gothenburg-Landvetter, Hamburg, Hanovra, Helsinki, Humberside (începând cu 28 octombrie 2013), Kaliningrad, Lodz, Londra-Heathrow, Luxemburg, Madrid, Málaga, Manchester, Milano-Linate, Milano-Malpensa, Moscova-Sheremetyevo, München, Newark, Newcastle, Nisa, Oslo-Gardermoen, Palanga, Palma de Mallorca, Paris-Charles de Gaulle, Poznań, Praga, Roma-Fiumicino, San Francisco, St Petersburg, Shanghai-Pudong, Stavanger, Stockholm-Arlanda, Stuttgart, Tel Aviv-Ben Gurion, Tokio-Narita, Trondheim, Turku, Vaasa, Varșovia-Chopin, Veneția-Marco Polo, Vilnius, Washington-Dulles, Wroclaw, Zürich Sezonier: Bangkok-Suvarnabhumi, Biarritz, Cagliari, Dubrovnik, Gazipașa, Ivalo, Kiruna, Kittilä, Palermo, Pristina, Pula, Split, Salonic |
| Singapore Airlines                           | Singapore |
| Swiss International Air Lines                | Zürich |
| TAP Portugal                                 | Lisabona |
| Thai Airways International                   | Bangkok-Suvarnabhumi Sezonier: Phuket |
| Transavia.com                                | Eindhoven |
| Turkish Airlines                             | Istanbul-Atatürk Sezonier: Konya |
| Vueling                                      | Alicante, Barcelona, Florența (până la 26 octombrie2013), Malaga |
| Widerøe                                      | Bergen, Haugesund, Kristiansand, Molde (începând cu 1 septembrie 2013), Sandefjord |
| WOW air                                      | Reykjavik-Keflavík |
| Wizz Air                                     | Belgrad, București–Otopeni, Budapesta Chișinău, Gdansk, Iași, Katowice, Kutaisi, Larnaca, Skopje, Sofia, Varșovia Chopin. |